# Lleó Alcalay
Lleó Alcalay (Sofia, 1905) va ser un reconegut violinista.
Comença l'estudi de la música a Sofia, la seva ciutat natal, i als tretze anys donà allà el seu primer concert. Continuà els seus estudis de violí a Praga amb Otakar Ševčík i a Berlín amb Karl Flesch i Georg Kulemkamff A la capital alemanya va estudiar també piano i composició (amb Paul Juon).

## Concerts a Catalunya
El seu primer concert el va fer el 19 de juliol del 1934 al Palau de les Belles Arts acompanyat per l'Orquestra Municipal d'instruments de Vent dirigida per Joan Lamote de Grignon. Va tocar el Concert per a Violí i Orquestra en re major de Mozart i el Concert per a Violí i Orquestra en mi menor de Mendelssohn, ambdós arranjats per a banda pel mateix Joan Lamote de Grignon.
També col·laborà amb l'Orquestra Pau Casals per a l'Associació Obrera de Concerts el 10 de febrer del 1935, tocant el Concert en mi menor per a violí i orquestra de Bach.
El 22 de juny del 1936 tornà a la capital catalana per a tocar a la Sala Mozart, i el divendres 14 de maig del 1948 sota la batuta d'Eduard Toldrà al Palau de la Música Catalana amb l'Orquestra Municipal de Barcelona tocà la primera audició a Catalunya del Concert per a violí i orquestra de Gian Francesco Malipiero i el Concert per a violí i orquestra en mi menor de Bach.